# Alfred-Kubin-Preis
Der Alfred-Kubin-Preis ist der Große Kulturpreis des Landes Oberösterreich für Bildende Kunst. Namensgeber des vom Land Oberösterreich verliehenen Preises ist der Graphiker und Buchillustrator Alfred Kubin, der von 1906 bis 1959 in Wernstein am Inn gelebt und gearbeitet hat.

## Preisträger
- 1989: Fritz Fröhlich
- 1995: Othmar Zechyr
- 2000: Valie Export
- 2006: Osamu Nakajima, Bildhauer[1]
- 2011: Inge Dick, Fotografin und Malerin[2]
- 2017: Josef Bauer[3]
- 2020: Dietmar Brehm[4]
- 2023: Margit Palme[5]